# Giải của Hội phê bình phim online cho quay phim xuất sắc nhất
Giải của Hội phê bình phim online cho quay phim xuất sắc nhất là một trong các giải của Hội phê bình phim online dành cho quay phim được bầu chọn là xuất sắc nhất trong năm.
Dưới đây là danh sách các phim và các người đoạt giải:

### Thập niên 1990
| Năm  | Phim                | Người quay phim  |
| ---- | ------------------- | ---------------- |
| 1998 | Saving Private Ryan | Janusz Kaminski  |
| 1999 | Sleepy Hollow       | Emmanuel Lubezki |

### Thập niên 2000
| Năm  | Phim                                             | Người quay phim   |
| ---- | ------------------------------------------------ | ----------------- |
| 2000 | Crouching Tiger, Hidden Dragon (Wo hu cang long) | Peter Pau         |
| 2001 | The Man Who Wasn't There                         | Roger Deakins     |
| 2002 | Far from Heaven                                  | Edward Lachman    |
| 2003 | The Lord of the Rings: The Return of the King    | Andrew Lesnie     |
| 2004 | Hero (Ying xiong)                                | Christopher Doyle |
| 2005 | Sin City                                         | Robert Rodriguez  |
| 2006 | Children of Men                                  | Emmanuel Lubezki  |
| 2007 | No Country for Old Men                           | Roger Deakins     |
| 2008 | The Dark Knight                                  | Wally Pfister     |

Bản mẫu:Online Film Critics Society Awards